# 杰瑞·霍金斯
杰瑞·霍金斯（英語：Jerry Holkins，1976年2月6日—），在美国出生，与Mike Krahulik是漫画网站竹篙商场的主要作家。Holkins有时会使用Tycho Brahe为笔名，Holkins一分钱街机角色的名字。
Holkins和Krahulik创造了竹篙商场世博会，从2004年开始，该世博会在西雅图，波士顿，澳大利亚和圣安东尼奥举办一系列的游戏节。他也是Child's Play的创办人之一。
2010年因为竹篙商场的工作他与Holkins成为时代百大人物之一。